# Mimudea forficalis
Mimudea forficalis là một loài bướm đêm trong họ Crambidae.